# أريك إرليخ
أريك إرليخ (بالألمانية: Heinrich Ehrlich) (و. 1822 – 1899 م) هو ملحن، وصحفي، وعازف بيانو، ومؤلف، وعالم موسيقى، ومعلم موسيقى، وكاتب ألماني، ولد في فيينا، يستخدم آلات بيانو، توفي في برلين، عن عمر يناهز 77 عاماً.

## روابط خارجية
- أريك إرليخ على موقع ميوزك برينز (الإنجليزية)